# Робертс, Анита Бауэр
Анита Бауэр Робертс (англ. Anita Bauer Roberts; 3 апреля 1942 — 26 мая 2006) — американский молекулярный биолог, провела новаторские наблюдения белка TGF-β, который имеет решающее значение для заживления ран и переломов костей и играет двойственную роль в блокировании или стимуляции рака. Она входит в число 50 самых цитируемых учёных-биологов в мире.

## Жизнь
Робертс родилась в Питтсбурге, штат Пенсильвания, где и выросла. В 1964 году она окончила Оберлинский колледж со степенью бакалавра химии. Она получила докторскую степень по биохимии в Висконсинском университете в Мадисоне в 1968 году, работая под руководством Гектора ДеЛука над метаболизмом ретиноидов. Она работала докторантом в Гарвардском университете, штатным химиком в Центре аэрокосмических исследований и преподавателем химии в Университете Индианы в Блумингтоне. Робертс присоединилась к Национальному институту онкологии в 1976 году. С 1995 по 2004 год она занимала должность начальника лаборатории клеточной регуляции и канцерогенеза института и продолжала там свои исследования до своей смерти в 2006 году.
В начале 1980-х Робертс и её коллеги из Национального института онкологии, входящего в состав Национального института здоровья в Бетесде, штат Мэриленд, начали экспериментировать с трансформирующим фактором роста бета, обычно называемым TGF-β.
Робертс выделила белок из ткани почек крупного рогатого скота и сравнила свои результаты с TGF-β, взятым из тромбоцитов крови человека и плацентарной ткани. Затем исследователи института начали серию экспериментов по определению характеристик белка. Они обнаружили, что он помогает играть центральную роль в передаче сигналов другим факторам роста в организме для быстрого заживления ран и переломов.
Позже было показано, что TGF-β обладает дополнительными эффектами, включая регуляцию сердцебиения и реакцию глаза на старение. В своём продолжающемся исследовании Робертс и другие обнаружили, что TGF-β подавляет рост некоторых видов рака, одновременно стимулируя рост при запущенных формах рака, включая рак груди и лёгких.
Робертс была президентом Общества заживления ран. В 2005 году она была избрана членом Американской академии искусств и наук.
У самой Робертс в марте 2004 года был диагностирован рак желудка IV стадии. Она получила известность в онкологическом сообществе за свой блог, в котором подробно рассказывала о своей повседневной борьбе с болезнью.

## Награды и признание
Робертс была удостоена нескольких наград за свой вклад в область науки. К ним относятся: Премия Леопольда Гриффуэля (2005), Премия FASEB за выдающиеся достижения в области науки (2005) и Премия Комена Бринкера за отличие в науке (2005). В её честь названа серия лекций. По состоянию на 2005 год она занимала 49-е место среди самых цитируемых учёных и третье место среди женщин-учёных.